# Palazzo di Valfonda
Il palazzo di Valfonda, anticamente detto anche di Gualfonda, si trova a Firenze al numero 9 dell'omonima via. Si estende a ridosso dei binari della stazione di Santa Maria Novella, accanto alla palazzina reale, costruita sui terreni di quello che era uno dei giardini privati più vasti e belli della città, che si estendeva per circa 12 ettari su un'area che da via Valfonda arrivava sino alla Fortezza da Basso da un lato e dall'altro fino a via della Scala per lambire gli Orti Oricellari e gli orti della basilica di Santa Maria Novella. 

## Storia
Il palazzo venne edificato dalla famiglia Bartolini-Salimbeni verso il 1520, probabilmente ad opera dell'architetto già impiegato nell'altro palazzo di famiglia di via Tornabuoni, cioè Baccio d'Agnolo. All'abbellimento del palazzo contribuirono comunque anche altri numerosi artisti di primo piano, quali Benedetto da Rovezzano, Andrea Sansovino e Giovanni della Robbia, che dotarono la residenza di un notevole corredo scultoreo. 
Il nome del palazzo, e dell'omonima via, deriverebbe dall'antica presenza di un piccolo avvallamento del terreno dato dallo scorrere del fosso di Campo Corbolini, la piazza su cui affacciavano le case della famiglia Corbolini.
Il grande giardino si estendeva su un'area che da via Valfonda arrivava alle mura e la Fortezza da Basso, poi fino a via della Scala a lambire gli Orti Oricellari e gli Orti di Santa Maria Novella.
Nel 1558 il palazzo venne acquistato da Chiappino Vitelli il Giovane, capitano di Ventura nominato capo delle milizie toscane da Cosimo I de' Medici. In seguito il palazzo passò alla famiglia di ricchi banchieri di origine germanica dei Riccardi, che fece ristrutturare e ampliare il palazzo da Gherardo Silvani. 

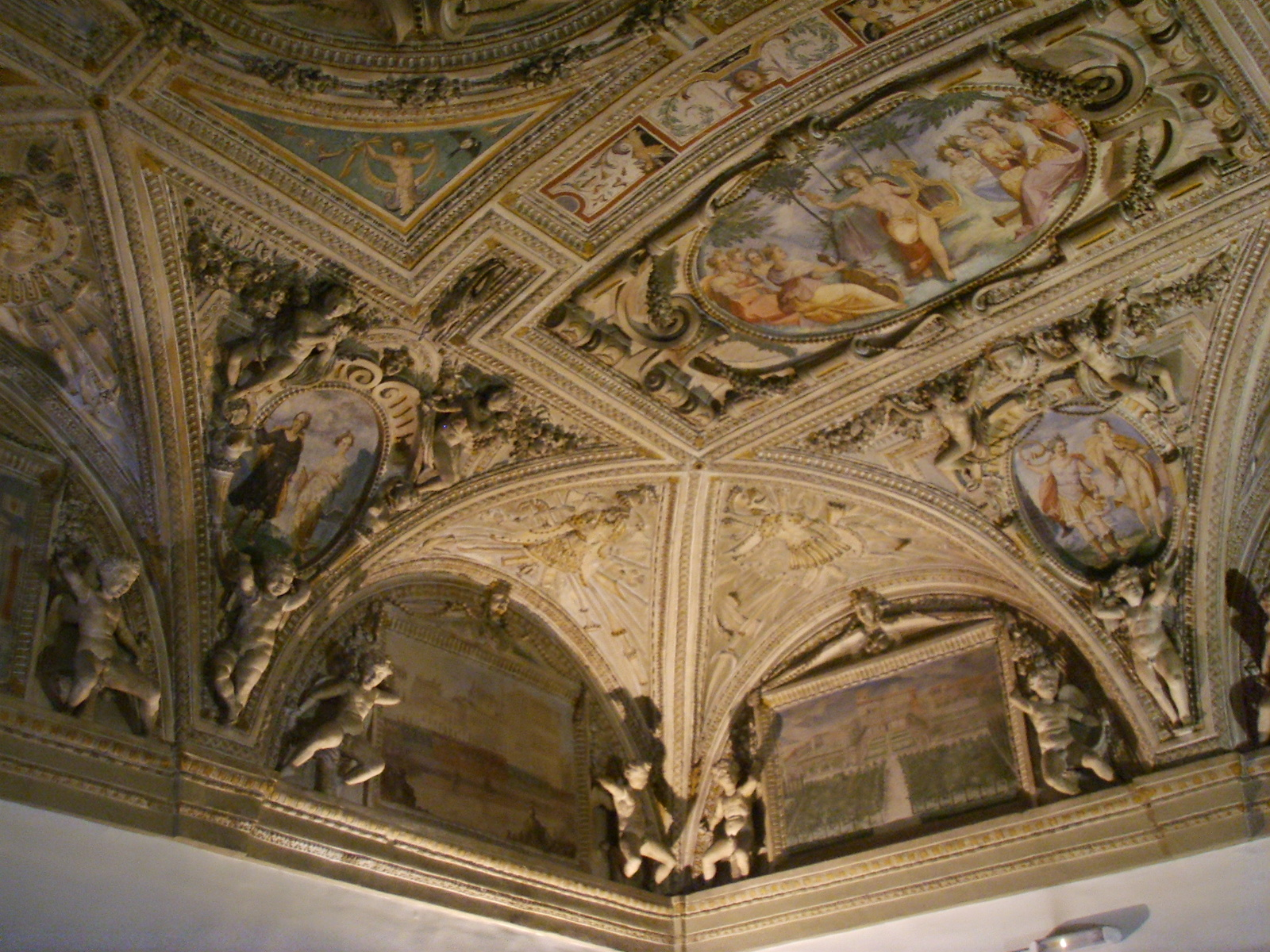
Dettaglio della sala degli Stucchi

Tra le numerose feste e ricevimenti che si sono nel tempo tenuti in questo luogo di delizie si ricordano i festeggiamenti del 1600 in occasione della partenza per le nozze di Maria de' Medici, destinata al futuro re di Francia Enrico IV. Fra gli ospiti illustri che lo visitarono si annotano letterati, poeti, artisti, scrittori, ecc. I Riccardi erano grandi mecenati e collezionisti di antichità e di libri rari e quando nel 1659 acquistarono il Palazzo Medici in via Larga portarono con sé tutte le loro prestigiose raccolte.
A inizio Ottocento l'edificio fu acquistato da uno Strozzi-Ridolfi e poi dai Giuntini. A metà del secolo il bellissimo giardino venne espropriato e distrutto per fare spazio alla nuova Stazione Maria Antonia ed agli edifici annessi.
Alla fine degli anni trenta del Novecento la villa fu acquistata dall'Unione degli industriali, che fecero ristrutturare e ampliare alcune parti del palazzo dall'architetto Gherardo Bosio.
Dal secondo dopoguerra il palazzo è sede di Confindustria Firenze. 

## Descrizione
Il palazzo oggi ha un prospetto un po' rustico e relativamente semplice su via Valfonda, tipico dei Casini, ovvero delle ville di città, caratterizzate da due soli piani e dal fatto di esser circondati da ampi giardini. 
Il prospetto è composto da una lunga facciata con un portale centrale decorato dal solo profilo a bugnato sporgente, e una fila di finestre su entrambi il lati. Al piano superiore un'altra fila di finestre architravate corre lungo una cornice marcapiano, sovrastate ciascuna da un oculo dell'ultimo piano di servizio. A sinistra si estende un antico loggiato.

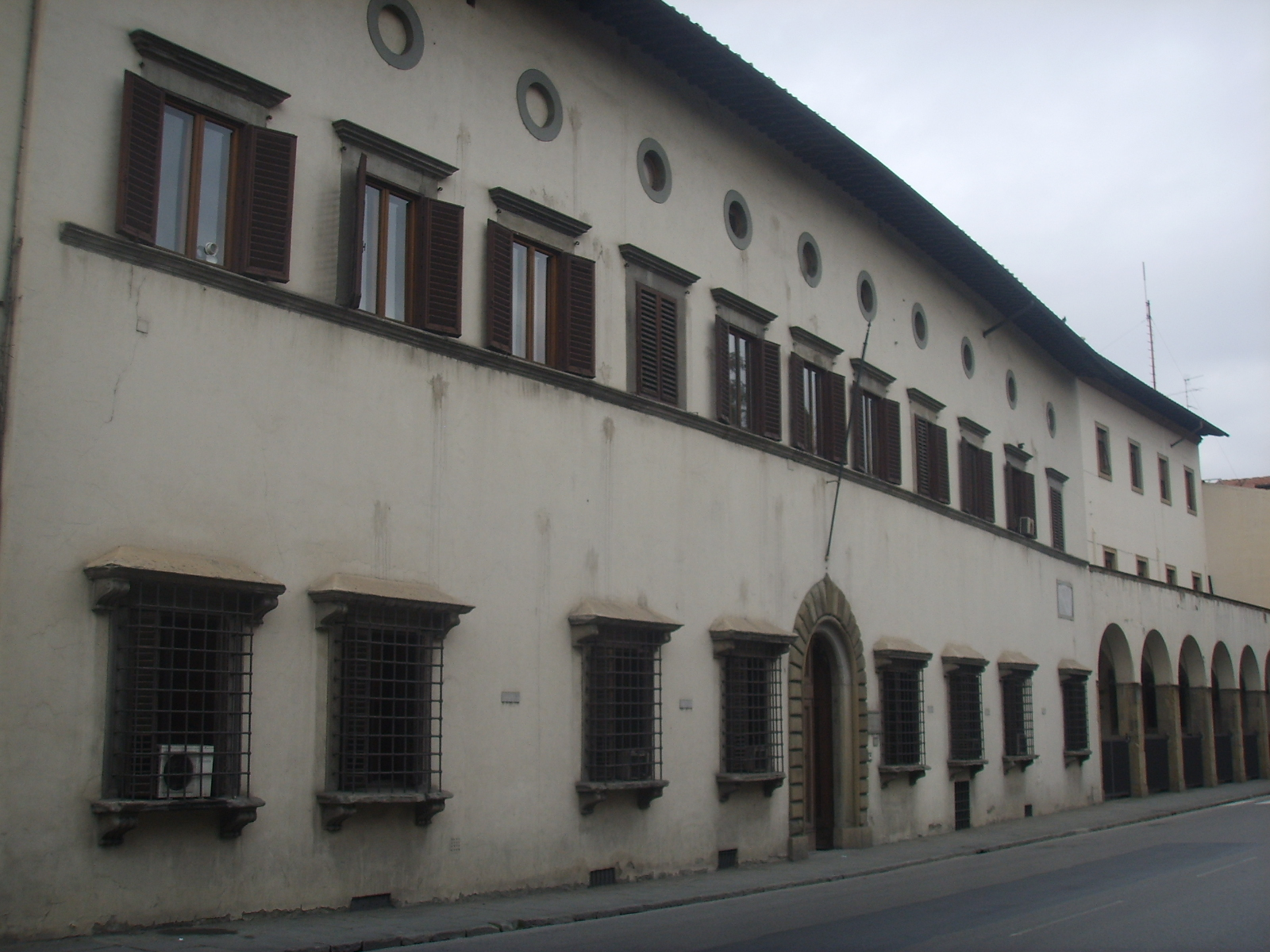
La facciata su via Valfonda

Il prospetto posteriore, quello che dava sul giardino, è più interessante e presenta due corpi laterali rialzati, mentre la parte centrale è coronata da un grande stemma. Sul giardino si estendeva una grande loggia, oggi chiusa da vetrate, che faceva da tramite tra interno ed esterno. Anche il cortile interno cinquecentesco è tamponato oggi da vetrate. 
Al pian terreno, che in questo genere di costruzioni faceva da piano nobile, essendo predisposto come residenza della famiglia padronale, si trovano ancora alcune sale con le decorazioni originarie, come la sala degli Stucchi, con lunette dipinte da Jacopo Chiavistelli con scene di feste nelle ville dei Riccardi, in particolare quella per la partenza di Maria de' Medici per la Francia. Nelle lunette i Riccardi fecero inserire dipinti delle loro proprietà visti a volo d'uccello, secondo una moda tipicamente seicentesca.
Al pian terreno in una sala si trova l'Aurora di Francesco Furini. In una stanza vicina il soffitto è decorato dalla tela di Jacopo Vignali con l'Allegoria del Mecenatismo. Interessanti sono anche le tre tele di Francesco Conti con le Allegorie di Pace, Fama e Fede Cattolica, inserite sui soffitti di altrettante stanze entro sfarzose cornici di stucchi. In una di queste stanze i peducci delle volte presentano l'insegna commerciale dei tre papaveri dei Bartolini Salimbeni. Vicino al giardino del retro, una saletta che forse un tempo era una loggetta aperta presenta nella volta a botte affreschi a grottesche e un'Assunta, in pessimo stato di conservazione e bisognosi di un restauro che ne permetta la lettura altrimenti molto compromessa, opere forse del Volterrano.
Uno scalone monumentale porta al primo piano, dove è presente una grande sala dal soffitto doppiamente alto, dove si aprono alcune delle piccole finestre circolari che si vedono sulla facciata. In una sala al primo piano un affresco attribuito a Annibale Gatti presenta un'Allegoria della Poesia e della Musica: Il Gatti fu uno dei pittori in sodalizio con l'architetto Giuseppe Poggi, infatti questa zona al primo piano venne risistemata verso la metà dell'Ottocento.

## Il giardino

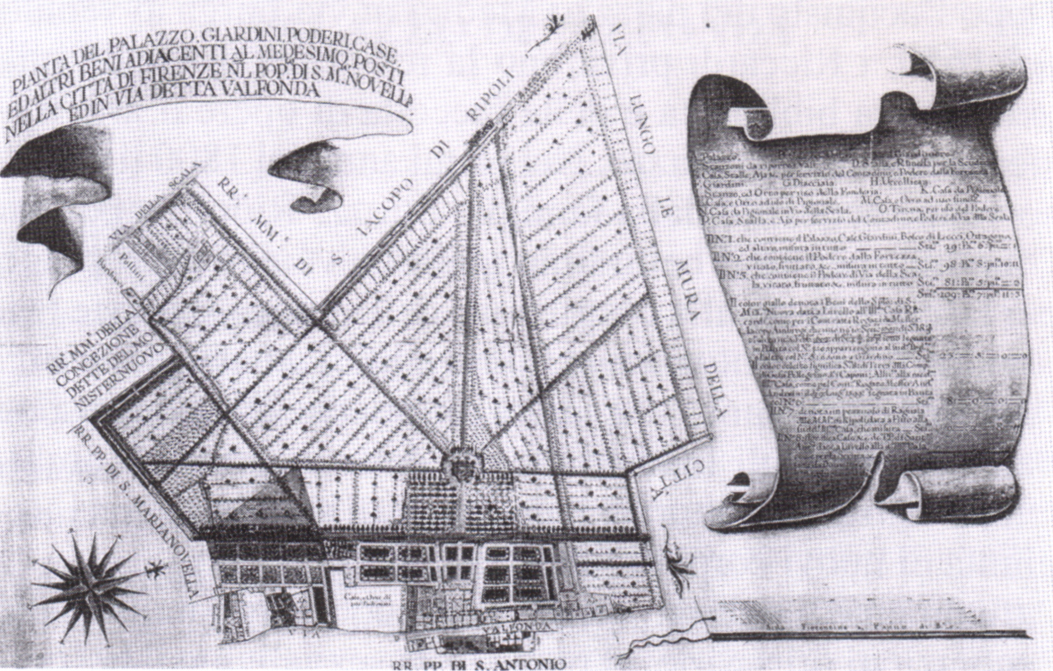
L'antica pianta del giardino in una stampa del XIX secolo

Oggi il giardino della villa non è che una pallida eco di quello grandioso che è stato un tempo. Circondato da un muro di recinzione, presenta alcune aiuole geometriche all'italiana e alcune essenze arboree.
Anticamente da questo punto si dipanavano viali stellari che conducevano agli estremi del giardino e permettevano suggestive vedute prospettiche decorate da fontane, statue e altri elementi.

## Altre immagini

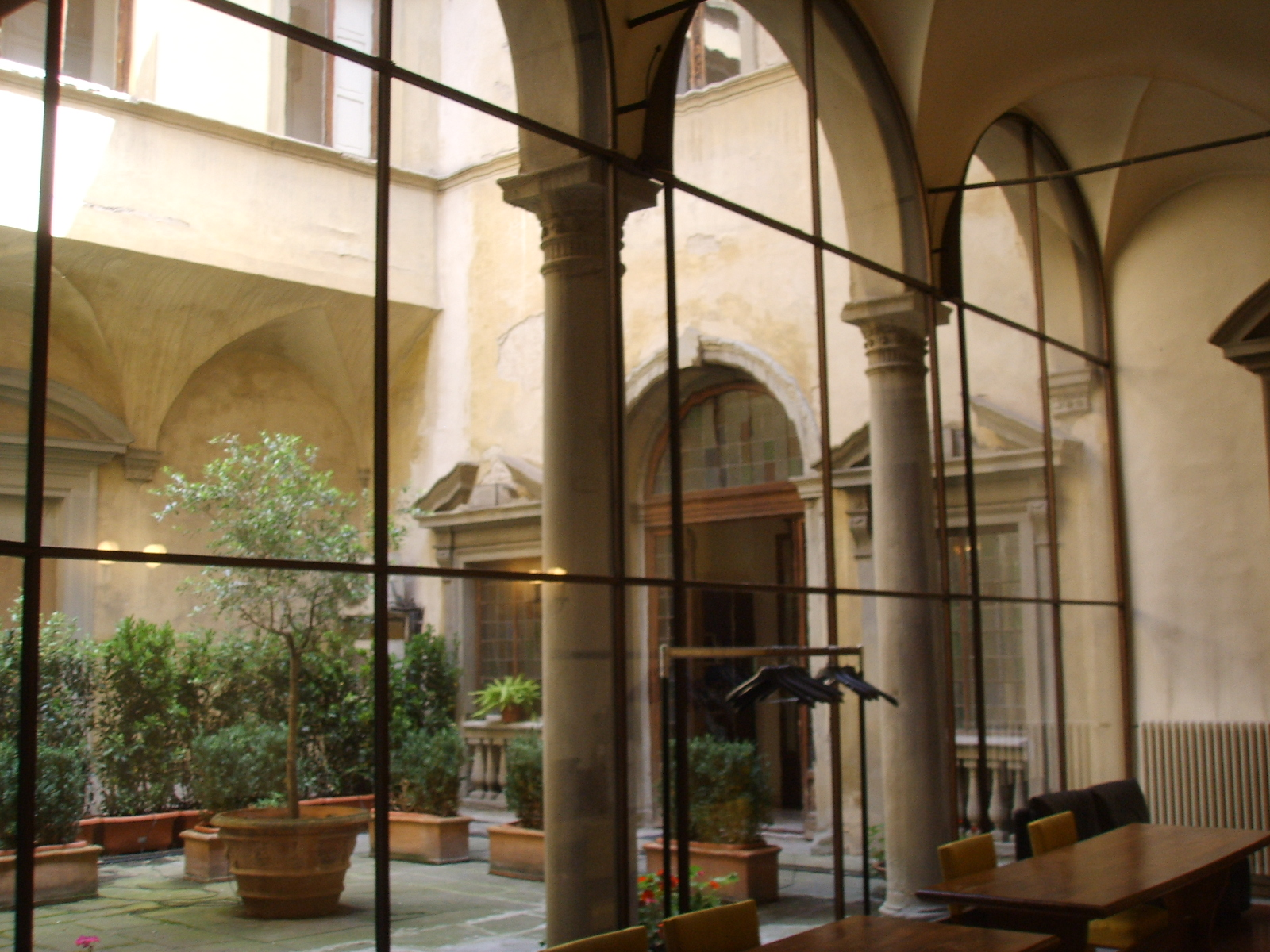
Il cortile interno
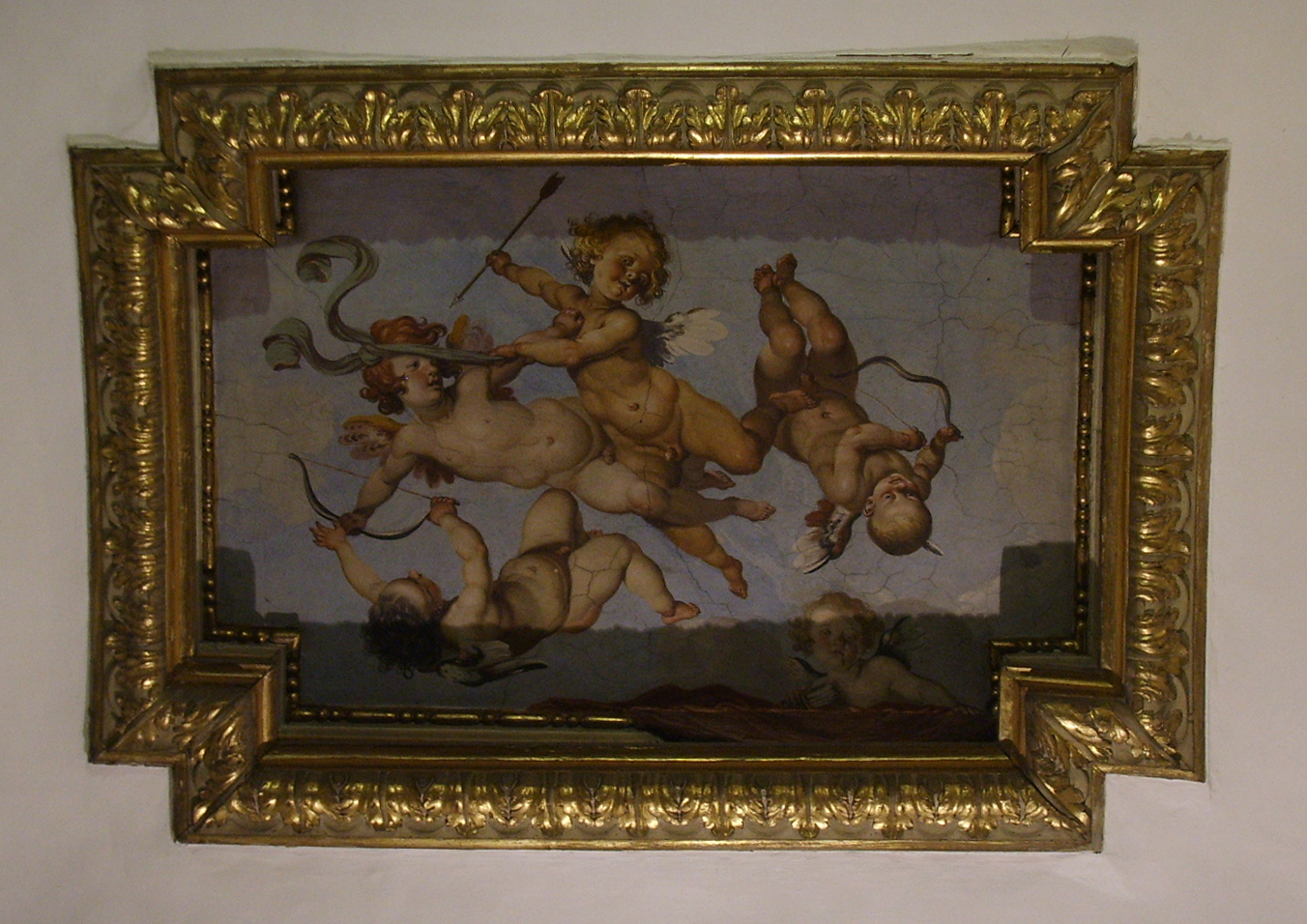
Puttini, attribuiti a Bartolomeo Salvestrini
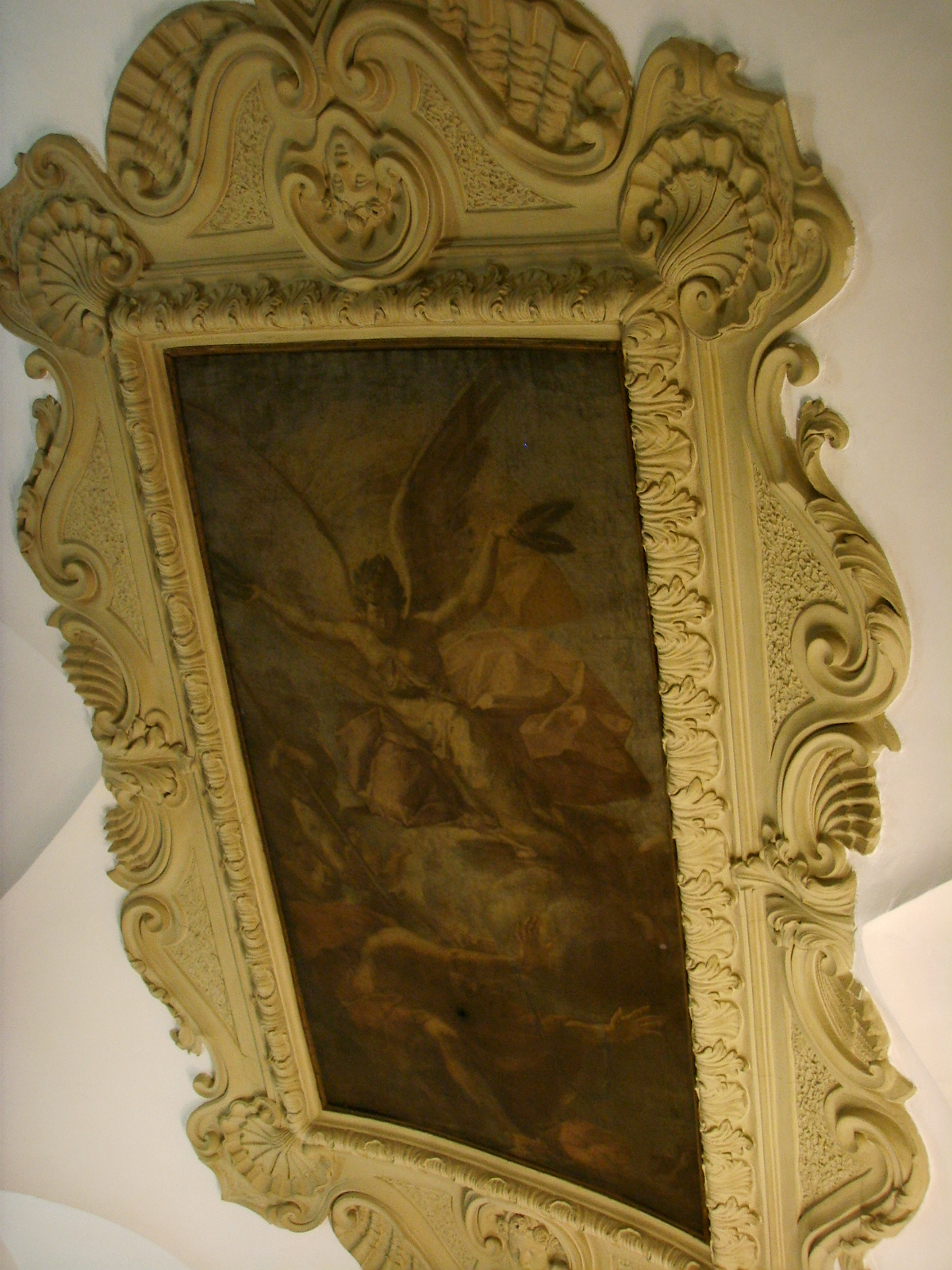
Francesco Conti, Allegoria della Pace
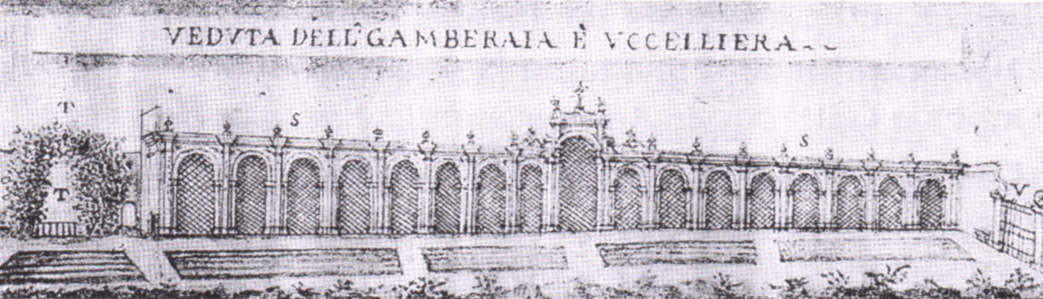
Antica stampa ottocentesca, Uccelliera e gamberaia